# Baktala
Baktala (ou Bagtala) est un village du Cameroun situé dans la région de l’Est, le département du Haut-Nyong et l'arrondissement (commune) de Dimako.

## Population
En 1965-1966, on y a dénombré 289 habitants, principalement des Akpwakoum.
Lors du recensement de 2005, la localité comptait 425 habitants.